# Gomez vs Tavarès
Pour les articles homonymes, voir Gomez et Tavares.
Série
Gomez et Tavarès
(2003)
Pour plus de détails, voir Fiche technique et Distribution.
Gomez vs Tavarès est un film franco-belge réalisé par Gilles Paquet-Brenner et Cyril Sebas et sorti en 2007.
Il constitue la suite des aventures de Gomez et Tavarès sorti en 2003.

## Synopsis
Le « tonton » de Maxime Tavarès est mort et les deux flics à moitié ripoux ne savent pas où il a planqué son magot. Ce que l’on sait, en revanche, c’est que nos deux policiers marseillais n’ont pas envie de se partager le pactole et qu’ils partent à sa recherche, chacun de leur côté. La course au trésor est engagée.

## Fiche technique
Sauf indication contraire, les informations mentionnées dans cette section peuvent être confirmées par la base de données cinématographiques IMDb,  présente dans la section « Liens externes ».
- Titre original : Gomez vs Tavarès
- Réalisation : Gilles Paquet-Brenner, Cyril Sebas
- Scénario : Eben, Raphaël IV, Stéphane Grisard et Gilles Paquet-Brenner, d’après une idée originale de Tefa, Masta, Dadoo et Eben
- Musique : Jacojack[1] et Eben
- Décors : Alain Veissier et Marc Sauveroche
- Costumes : Sandrine Weill
- Photographie : Diego Martinez-Vignatti
- Montage : Brian Schmitt
- Production : Stéphane Marsil ; Clément Miserez, Sébastien Delloye (associés)
- Sociétés de production : Hugo Films, SND, M6 Films, Expériences Films (France) ; Entre chien et loup, Araneo (Belgique)
- Sociétés de  distribution : SND ; TF1 International (international)
- Pays de production :  France  Belgique
- Format : couleur – 35 mm – 2,35:1 (CinemaScope) – Son Dolby SRD / DTS
- Genre : comédie policière, action
- Durée : 97 minutes
- Dates de sortie : 
  - France  : 13 juin 2007
  - Belgique : 20 juin 2007

## Distribution
- Stomy Bugsy : le lieutenant Carlos Gomez
- Titoff : le lieutenant Maxime « Max » Tavarès
- Noémie Lenoir : Gina
- Jean Benguigui : Jacques
- Fernanda Tavares : Francesca
- Daniel Duval : M. Eisenberg
- Jean-Rachid Kallouche : Matteo
- Jean-François Gallotte : le commissaire Darieux
- Tony Amoni : Saint-Jean le rasta
- Claude Brosset : le notaire
- Arthur Benzaquen : Joseph Dubois
- Sophie Zhang : Marie-Thérèse
- Mabrouk El Mechri : Rachid
- Arsène Mosca : Ahmed
- Hubert Saint-Macary : le ministre

## Production
- Date de tournage : août 2006
- Tournage (extérieurs) : L’Estaque à Marseille ; Paris